# Hans Schumann (Rennfahrer)
Hans Schumann (* 14. April 1904 in Nürnberg; † 9. März 1968 in Stuttgart) war ein deutscher Motorradrennfahrer.
Hans Schumann gewann drei Mal die Deutsche Motorrad-Straßenmeisterschaft. 1933, 1934 und 1935 war er mit einem 600-cm³-NSU-Gespann erfolgreich. 1937 wurde er in Bern auf einem DKW-Gespann Europameister.

## Leben und Karriere
Hans Schumann wuchs in der einstigen Motorradhochburg Nürnberg auf.
Mit einem 600-cm³-NSU-Gespann gewann Schumann 1932 das Lückendorfer und auch das Würgauer Bergrennen. Ein Jahr darauf war er beim Kesselbergrennen wie auch beim AVUS-Rennen auf der Berliner AVUS erfolgreich, wurde zum ersten Mal Deutscher Motorradmeister. Nach Siegen beim Marienberger Dreieckrennen und dem Eifelrennen auf dem Nürburgring verteidigte er diesen Titel 1934. Seine dritte Deutsche Meisterschaft gelang ihm im Jahr darauf. Hans Schumann gewann wieder das Eifel- wie auch das Kesselbergrennen. Auch auf dem Schleizer Dreieck war er gemeinsam mit seinem Beifahrer Hermann Böhm erfolgreich. 1936 wiederholte er seinen Vorjahreserfolg in Schleiz und war auch auf der Solitude bei Stuttgart siegreich.
Für die Saison 1937 hatte sich DKW mit dem Gespann-Piloten verstärkt. Schumann, der in Stuttgart eine neue Heimat gefunden hatte, konnte sich auf die große Zschopauer Maschine und den neuen Beifahrer – Julius Beer – schnell einstellen. Nach dem Rennen auf der Solitude im Mai stand er das erste Mal mit auf dem Siegerpodest. Anfang Juli fand auf der Bremgarten-Rundstrecke in Bremgarten bei Bern der Große Preis der Schweiz statt, bei dem die Motorrad-Europameisterschaft 1937 ausgefahren wurde. Den Lauf der Seitenwagenklasse bis 1000 cm³ gewannen Schumann/Beer mit einer knappen Minute Vorsprung vor Hans Kahrmann / Heinrich Eder (ebenfalls DKW) und Paul Weyres / C. Barths (Harley-Davidson) und waren somit Europameister. Beim Rennen auf dem Hockenheimer Dreieckkurs Anfang September schickte ihn die Auto Union AG für den tödlich verunglückten Karl Braun in das 600er-Gespannrennen. Schumann ließ auch mit der kleinen Maschine die gesamte Konkurrenz über drei Minuten hinter sich. Zwei Wochen später wurde er in bei Rund um Schotten von seinem einstigen Beifahrer Hermann Böhm auf den zweiten Platz verwiesen. Ab 1938 verbot man innerhalb Deutschlands die Seitenwagenrennen. Das war ein gravierender Einschnitt in die aktive Laufbahn von Schumann und seinem Beifahrer. Ende Juni gelang ihm noch einmal im Schweizer Amriswil ein Sieg.
Auch nach dem Zweiten Weltkrieg fuhr er wieder auf dem DKW-Gespann. Nach einer Krankheit verstarb Hans Schumann 1968 in Stuttgart-Rohr.

## Statistik

### Erfolge
- 1933 – Deutscher 600-cm³-Gespann-Meister auf NSU
- 1934 – Deutscher 600-cm³-Gespann-Meister auf NSU
- 1935 – Deutscher 600-cm³-Gespann-Meister auf NSU
- 1937 – 1000-cm³-Gespann-Europameister auf DKW

### Rennsiege
(gefärbter Hintergrund = Europameisterschaftslauf)
| Jahr | Klasse              | Maschine | Beifahrer    | Rennen                          | Strecke                  |
| ---- | ------------------- | -------- | ------------ | ------------------------------- | ------------------------ |
| 1933 | Gespanne (600 cm³)  | NSU      | unbekannt    | AVUS-Rennen                     | AVUS                     |
| 1934 | Gespanne (600 cm³)  | NSU      | unbekannt    | Marienberger Dreieckrennen      | Marienberger Dreieck     |
| 1934 | Gespanne (600 cm³)  | Norton   | Hermann Böhm | Eifelrennen                     | Nürburgring-Nordschleife |
| 1935 | Gespanne (1000 cm³) | NSU      | Hermann Böhm | Eifelrennen                     | Nürburgring-Nordschleife |
| 1935 | Gespanne (600 cm³)  | NSU      | Hermann Böhm | Schleizer Dreieckrennen         | Schleizer Dreieck        |
| 1936 | Gespanne (1200 cm³) | NSU      | Franz Höller | Internationales Solitude-Rennen | Solitude                 |
| 1936 | Gespanne (1000 cm³) | NSU      | Franz Höller | Schleizer Dreieckrennen         | Schleizer Dreieck        |
| 1937 | Gespanne (1000 cm³) | DKW      | Julius Beer  | Großer Preis der Schweiz        | Bremgarten               |
| 1937 | Gespanne (600 cm³)  | DKW      | Julius Beer  | Hockenheimer Motorradrennen     | Hockenheimer Dreieck     |
| 1949 | Gespanne (600 cm³)  | DKW      | Franz Höller | Dieburger Dreiecksrennen        | Dieburger Dreieck        |

## Verweise